# Kreis Szeghalom
Der Kreis Szeghalom (ungarisch Szeghalmi járás) ist ein Kreis im Nordosten des südostungarischen Komitats Békés. Er grenzt im Norden und Osten an das Komitat Hajdú-Bihar. Der Kreis entstand im Zuge der ungarischen Verwaltungsreform Anfang 2013 als Nachfolger des gleichnamigen Kleingebietes (ungarisch Szeghalomi kistérség) aus 7 der 9 Gemeinden. Zwei Gemeinden aus dem Nordosten (Dévaványa und Ecsegfalva) gelangten an den neu geschaffenen Kreis Gyomaendrőd. Das Gebiet verringerte sich hierdurch um 9.241 Einwohner (23,5 %) und 295,54 Quadratkilometer (29,3 %).

Der Kreis hat eine durchschnittliche Gemeindegröße von 4.143 Einwohnern auf einer Fläche von 102,03 Quadratkilometern. Die Bevölkerungsdichte des drittgrößten Kreises liegt unter der des Komitats. Verwaltungssitz ist die Stadt Szeghalom im Zentrum des Kreises.

## Gemeindeübersicht
| Gemeinde        | Status   | Herkunft Kleingebiet | Einwohnerzahl | Einwohnerzahl | Einwohnerzahl | Fläche     | Bevölkerungs- dichte (Ew./km²) |
| Gemeinde        | Status   | Herkunft Kleingebiet | 01.10.2011    | 01.01.2013    | 01.01.2016    | 01.01.2016 | Bevölkerungs- dichte (Ew./km²) |
| --------------- | -------- | -------------------- | ------------- | ------------- | ------------- | ---------- | ------------------------------ |
| Bucsa           | Gemeinde | Szeghalom            | 2.197         | 2.250         | 2.170         | 55,82      | 38,9                           |
| Füzesgyarmat    | Stadt    | Szeghalom            | 5.734         | 5.887         | 5.752         | 127,34     | 45,2                           |
| Kertészsziget   | Gemeinde | Szeghalom            | 373           | 391           | 378           | 39,11      | 9,7                            |
| Körösladány     | Stadt    | Szeghalom            | 4.674         | 4.661         | 4.476         | 123,79     | 36,2                           |
| Körösújfalu     | Gemeinde | Szeghalom            | 455           | 485           | 438           | 25,30      | 17,3                           |
| Szeghalom       | Stadt    | Szeghalom            | 9.290         | 9.412         | 9.005         | 217,13     | 41,5                           |
| Vésztő          | Stadt    | Szeghalom            | 6.986         | 7.039         | 6.784         | 125,70     | 54,0                           |
| Kreis Szeghalom |          |                      | 29.709        | 30.125        | 29.003        | 714,19     | 40,6                           |